# Vangåsen
Vangåsen es una localidad ubicada en el municipio de Indre Fosen, en la provincia de Trøndelag, Noruega. Tiene una población estimada, a inicios de 2021, de 266 habitantes.
Está ubicada en la parte central del país, cerca del fiordo de Trondheim y de la costa del mar de Noruega. 